# San Pedro Norte (Chile)
San Pedro Norte es un sector y a la vez localidad cercano a San Pedro Sur de la comuna de Río Hurtado, Provincia del Limarí, dentro de la Región de Coquimbo, se sitúa en la ribera del Río Hurtado además que es conectada por la Ruta D-595, esta a 5,2 km de Samo Alto (Ciudad más cercana) y a 62 km de la Conurbación de La Serena - Coquimbo (Capital regional). Según el Instituto Nacional de Estadísticas es un caserío.

## Ubicación
San Pedro Norte está ubicado a 5,2 km de Samo Alto y a 62 km de la Conurbación de La Serena - Coquimbo, es únicamente conectada por la Ruta D-595 y es cercana a las localidades de Serón, San Pedro Sur y Samo Alto.